# Baikiaea plurijuga
Baikiaea plurijuga Harms, nota comunemente come teak africano, è un albero della famiglia delle Leguminose (sottofamiglia Detarioideae), originario dell'Africa meridionale.

## Descrizione
È un albero deciduo, di dimensioni medie, con foglie pennate con 4-5 paia di fogliette opposte. I fiori vistosi di color rosa malva hanno stami gialli e sono raggruppati in racemi ascellari; fioriscono da novembre a aprile. I frutti sono baccelli legnosi appiattiti, con un'estremità uncinata, che una volta raggiunta la maturità si spaccano in modo esplosivo proiettando i semi a grande distanza.

## Distribuzione e habitat
Baikiaea plurijuga è presente nell'Angola meridionale, nel Botswana settentrionale, nella Namibia,settentrionale, nello Zambia meridionale e nello Zimbabwe settentrionale.
Baikiaea plurijuga è confinata al veld del Kalahari e alle foreste da questo dominate, conosciute come "foreste di Gusu". Questa specie è utilizzata dal WWF per identificare due ecoregioni: quella dei boschi di Acacia-Baikiaea del Kalahari e quella dei boschi di Baikiaea dello Zambesi. La prima cresce nelle sabbie eoliche profonde e fluviali del Kalahari, dove non sono presenti né argilla, né limo. Queste sabbie sono un eccezionale terreno di crescita per le piante con radici profonde, ma la deficienza di argilla limita la crescita delle piante ai siti che trattengono i nutrienti sotto forma di sostanza organica.

## Usi
Il legno di Baikiaea plurijuga è molto denso, il che lo rende difficilmente attaccabile dalla termiti e difficile da lavorare, anche se resistente al marciume. Si utilizza per la preparazione delle traversine delle ferrovie, per la costruzione e per la costruzione di mobili. In alcune aree, le foreste di B. plurijuga sono state oggetto di ipersfruttamento (per esempio, il distretto di Sesheke, Zambia) da parte dell'industria del legno. Tuttavia, Baikiaea plurijuga non è stata inclusa nelle liste della convenzione CITES.

## Conservazione
La Lista rossa IUCN classifica Baikiaea plurijuga come specie prossima alla minaccia di estinzione (Near Threatened) perché le foreste sono state considerevolmente ridotte come risultato dell'alta intensità di disboscamento a partire dalla fine del XX secolo. Gli esemplari maturi di grande dimensione sono rari. Dal punto di vista geografico, l'areale si è ridotto di poco dato che questa specie ha l'abilità di rigenerarsi rapidamente negli habitat modificati, accestendo molto facilmente. In Namibia è oggetto di protezione legale.